# Klinoferrosilit
Das Mineral Klinoferrosilit ist ein seltenes Kettensilikat aus der Pyroxengruppe mit der Endgliedzusammensetzung Fe2+2Si2O6.
Klinoferrosilit kristallisiert mit monokliner Symmetrie und bildet blass beige bis grüne, nadelige Kristalle von unter einem Millimeter Größe.
Als Typlokalität gilt der Obsidian des Obsidian Cliff im Park County (Wyoming), USA.

## Etymologie und Geschichte
Der erste eisenreiche Hypersthen wurde in Vittinki nahe Seinäjoki in Finnland gefunden und 1925 von M. Saxen beschrieben. Den Namen Ferrosilit für das Eisen (Ferro)-Metasilikat (Silit) FeSiO3 führte Henry Stephens Washington 1932 ein. Im gleichen Jahr publizierten Norman L. Bowen und John Frank Schairer ihre Untersuchung der FeO-SiO2-Verbindungen bei Umgebungsdruck und zeigten, dass Ferrosilit bei den untersuchten Bedingungen keine stabile Verbindung ist. Weitere Untersuchungen von Bowen und Posnjak, die dies bestätigten, waren gerade publiziert, als N. L. Bowen Ende 1935 monokline Kristalle mit den optischen Eigenschaften von reinem Ferrosilit in einem Obsidian vom Naivashasee in Kenia identifizierte. Da es sich um die monokline Form des Ferrosilit handelte, schlug er den Namen Klinoferrosilit vor. Eine direkte Bestimmung von Struktur und Zusammensetzung dieser sehr kleinen Kristalle war mit den analytischen Möglichkeiten der 1930er-Jahre nicht möglich und so dauerte es bis 1965, bis die Existenz dieses Klinopyroxens von M. G. Bown in Cambridge bestätigt wurde. Spätere experimentelle Untersuchungen zeigten, dass es sich bei den Klinoferrosiliten aus Obsidianen um metastabile Bildungen handelt.

## Klassifikation
In der strukturellen Klassifikation der International Mineralogical Association (IMA) gehört Klinoferrosilit zusammen mit Enstatit, Protoenstatit, Klinoenstatit, Ferrosilit und Pigeonit zu den Magnesium-Eisen-Proxenen (Mg-Fe-Pyroxene) in der Pyroxengruppe.
In der veralteten 8. Auflage der Mineralsystematik nach Strunz gehörte der Klinoferrosilit zur Abteilung der „Ketten- und Bandsilikate (Inosilikate)“, wo er zusammen mit Klinoenstatit, Pigeonit und dem inzwischen als Varietät diskreditierten Klinohypersthen die „Klinoenstatit-Reihe“ mit der System-Nr. VIII/D.01a innerhalb der Gruppe der „Klinopyroxene“ bildete.
Im zuletzt 2018 überarbeiteten und aktualisierten Lapis-Mineralienverzeichnis nach Stefan Weiß, das sich aus Rücksicht auf private Sammler und institutionelle Sammlungen noch nach dieser alten Form der Systematik von Karl Hugo Strunz richtet, erhielt das Mineral die System- und Mineral-Nr. VIII/F.01-020. In der „Lapis-Systematik“ entspricht dies ebenfalls der Abteilung „Ketten- und Bandsilikate“, wo Klinoferrosilit zusammen mit Aegirin, Aegirin-Augit, Augit, Davisit, Diopsid, Esseneit, Grossmanit,  Hedenbergit, Jadeit, Jervisit, Johannsenit, Kanoit, Klinoenstatit, Kosmochlor, Kushiroit, Namansilit, Natalyit, Omphacit, Petedunnit, Pigeonit, Spodumen, Tissintit die Gruppe der „Klinopyroxene“ mit der System-Nr. VIII/F.01 bildet.
Auch die von der International Mineralogical Association (IMA) zuletzt 2009 aktualisierte 9. Auflage der Strunz’schen Mineralsystematik ordnet den Klinoferrosilit ebenfalls in die Klasse der „Silikate und Germanate“ und dort in die Abteilung der „Ketten- und Bandsilikate (Inosilikate)“ ein. Diese ist weiter unterteilt nach dem Aufbau der Silikatketten sowie der Zugehörigkeit zu größeren Mineralfamilien, so dass das Mineral entsprechend seiner Zusammensetzung und seinem Aufbau in der Unterabteilung „Ketten- und Bandsilikate mit 2-periodischen Einfachketten Si2O6; Pyroxen-Familie“ zu finden ist, wo es zusammen mit Kanoit, Klinoenstatit und Pigeonit die „Mg,Fe,Mn-Klinopyroxene – Klinoenstatitgruppe“ mit der System-Nr. 9.DA.10 bildet.
Die vorwiegend im englischen Sprachraum gebräuchliche Systematik der Minerale nach Dana ordnet den Klinoferrosilit ebenfalls in die Klasse der „Silikate und Germanate“ und dort in die Abteilung der „Kettensilikatminerale“ ein. Hier ist er zusammen mit Klinoenstatit, Kanoit und Pigeonit in der Gruppe der „P2/c Klinopyroxene“ mit der System-Nr. 65.01.01 innerhalb der Unterabteilung „Kettensilikate: Einfache unverzweigte Ketten, W=1 mit Ketten P=2“ zu finden.

## Chemismus
Klinoferrosilit hat die Endgliedzusammensetzung [M2]Fe2+[M1]Fe2+[T]Si2O6 ist das Eisen-Analog von Klinoenstatit ([M2]Mg[M1]Mg[T]Si2O6), wobei [M2], [M1] und [T] die Positionen in der Pyroxenstruktur sind.
Klinoferrosilit bildet eine lückenlose Mischungsreihe mit Klinoenstatit entsprechend der Austauschreaktion
- [M1,2]Fe2+ = [M1,2]Mg2+ (Klinoenstatit).

Als Klinoferrosilit werden alle Klinoenstatit-Klinoferrosilit-Mischkristalle mit mehr als 50 % Fe2+ auf den Oktaederpositionen M1 und M2 bezeichnet, wobei die eisenreichen Verbindungen dieser Mischungsreihe nur bei hohen Druck (> ~10 kBar) stabil sind.
Der von Bowen 1935 sowie Bown 1965 untersuchte Klinoferrosilit enthält ~5 Mol-% Kanoit, entsprechend der Austauschreaktion
- [M1,2]Fe2+ = [M1,2]Mn2+ (Kanoit).

## Kristallstruktur
Klinoferrosilit kristallisiert mit monokliner Symmetrie der Raumgruppe P21/c (Raumgruppen-Nr. 14) mit 4 Formeleinheiten pro Elementarzelle. Das synthetische Endglied hat die Gitterparameter a = 9,7075(5) Å, b =9,0807(4)Å, c = 5,2347(5)Å und β=108,46°.
Die Struktur ist die von Klinopyroxen. Silizium (Si4+) besetzt die tetraedrisch von 4 Sauerstoffionen umgebenen T-Positionen und Eisen (Fe2+) die oktaedrisch von 6 Sauerstoffen umgebenen M1- und M2-Positionen.

## Modifikationen
Die Verbindung FeSiO3 ist polymorph und kann mit verschiedenen Strukturtypen und Symmetrien vorkommen.

### Pyroxene
Klinoferrosilit bezeichnet FeSiO3 mit Pyroxenstruktur und monokliner Symmetrie in der Raumgruppe P21/c (Nr. 14) und ist bei hohem Druck zwischen ~1 GPa und ~5 GPa und Temperaturen unterhalb von 800 °C stabil. Bei hohem Druck von ~1,8 GPa bei 20 °C bzw. 4-5 GPa bei 800 °C ändert sich die Symmetrie und Klinoferrosilit liegt in der Struktur von Augit mit der Raumgruppe C2/c (Nr. 15) vor. Auch orthorhombischer Ferrosilit wandelt sich bei Temperaturen oberhalb von ~800-1200 °C und Drucken über ~4-7 GPa in diese Struktur um.
Bei extrem hohen Drucken oberhalb von 30-36 GPa wandelt sich Klinoferrosilit mit der Symmetrie C2/c um in eine neue Struktur mit der Raumgruppe P21/c (Nr. 14), die sich durch teilweise oktaedrische Koordination des Siliziums auszeichnet. Wie z. B. in der SiO2-Hochdruckmodifikation Stishovit ist Silizium dann von 6 statt normalerweise 4 Sauerstoffen umgeben.
Oberhalb von 800 °C wandelt sich Klinoferrosilit in Ferrosilit mit orthorhombischer Symmetrie in der Raumgruppe Pbca (Nr. 61) und der Struktur des Pyroxens Enstatit um.

### Pyroxenoide
Bei Temperaturen über 1000 °C liegt FeSiO3 als triklines Einfachkettensilikat mit der Periodizität 9 vor (Ferrosilit III). Synthetisiert wurde es bei 2 GPa und 1250 °C.
Das unverzweigte siebener Einfachkettensilikat Pyroxferroit hat ebenfalls die nominelle Zusammensetzung FeSiO3, enthält aber immer auch geringe Mengen Mangan und Calcium.

## Bildung und Fundorte
Reiner Klinoferrosilit ist bei mittlerem bis hohem Druck stabil und baut sich unterhalb von ~10 kBar ab zu Fayalit (Fe2SiO4) und Quarz (SiO2). Einbau von Magnesium oder Mangan vergrößert den Stabilitätsbereich von Ferrosilit und Klinoferrosilit zu höheren Temperaturen bzw. niedrigeren Drucken. Einbau von Kalzium oder Aluminium begünstigen die Bildung von Klinoferrosilit statt Ferrosilit.
Gebildet wird Klinoferrosilit oft metastabil außerhalb dieses Stabilitätsbereiches. So stammt die Erstbeschreibung aus einem Obsidian vom Naivashasee in Kenia, wo er zusammen mit Anorthoklas, Cristobalit, Magnetit, Fayalit und Biotit in einem rhyolithischen Obsidian auftritt. Als Typlokalität gilt der Obsidian des Obsidian Cliff im Park County (Wyoming), USA.